# Église Sainte-Marie de Stralsund
Pour les articles homonymes, voir Église Sainte-Marie et Marienkirche.
L'église Sainte-Marie de Stralsund est l'église principale de Stralsund en Mecklembourg-Poméranie-Occidentale (Allemagne). Elle possède un déambulatoire et des absidioles.

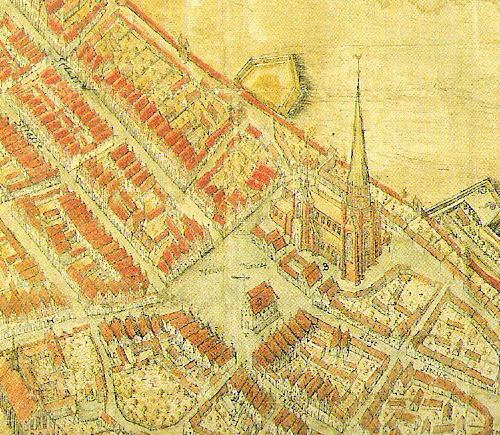
Église Sainte-Marie sur un plan de 1647 avec l'ancienne tour

La construction débuta en 1298 et la majorité du monument fut construite au XIVe siècle. Un premier clocher dotée d'une très autre flèche s'effondre en 1382. Le massif occidental actuel, conçue comme un transept avec une tour centrale, le remplace en 1416. Une nouvelle tour avec une haute flèche de cuivre, est construite sur ce massif entre 1475 et 1485. Le flèche de cuivre s’effondre à cause d'une tempête en 1495, mais elle est rapidement reconstruite, plus haute encore.
Avec sa flèche culminant à 151 m, datant de la toute fin du XVe siècle, elle devient, près de 50 ans plus tard, le plus haut bâtiment du monde, entre 1549, date de l'effondrement de la flèche de la cathédrale de Lincoln en Angleterre, qui était précédemment plus haute, et 1569, date à laquelle elle se fait détrôner par la cathédrale Saint-Pierre de Beauvais en France. Puis elle le redevient quatre ans plus tard à la suite de l'effondrement de cette dernière. Jusqu'en 1647 où la flèche gothique de Straslund s'effondre à nouveau, cette fois à cause de la foudre qui a embrasé sa charpente en bois. C'est alors au tour de la flèche de la cathédrale Notre-Dame de Strasbourg, construite deux siècles avant cet événement, de devenir le plus haut bâtiment du monde pour les presque deux siècles et demi suivants. Le dôme baroque actuel de Stralsund, avec sa flèche qui culmine seulement à 104 m, date de 1708.
Cette église est aussi connue pour son architecture gothique de brique dont certaines parties sont remarquablement épurées sans manquer de raffinement, véritable modèle dans ce style qui a beaucoup inspiré les architectes du XXe siècle, notamment ceux de l'expressionnisme de brique et de l'art déco, voire des débuts du modernisme de façon plus indirecte.

## Galerie

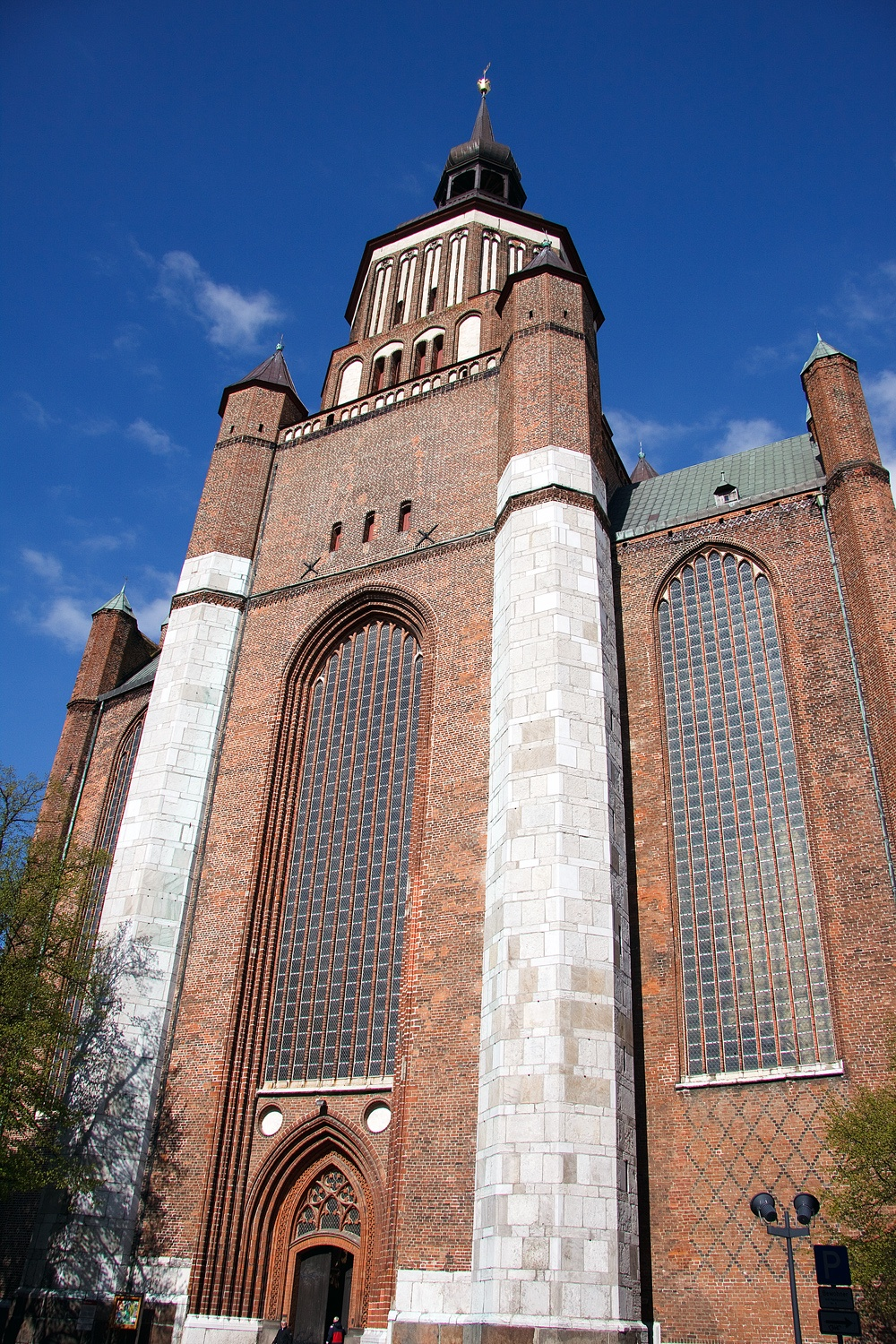
Façade principale du massif occidental.
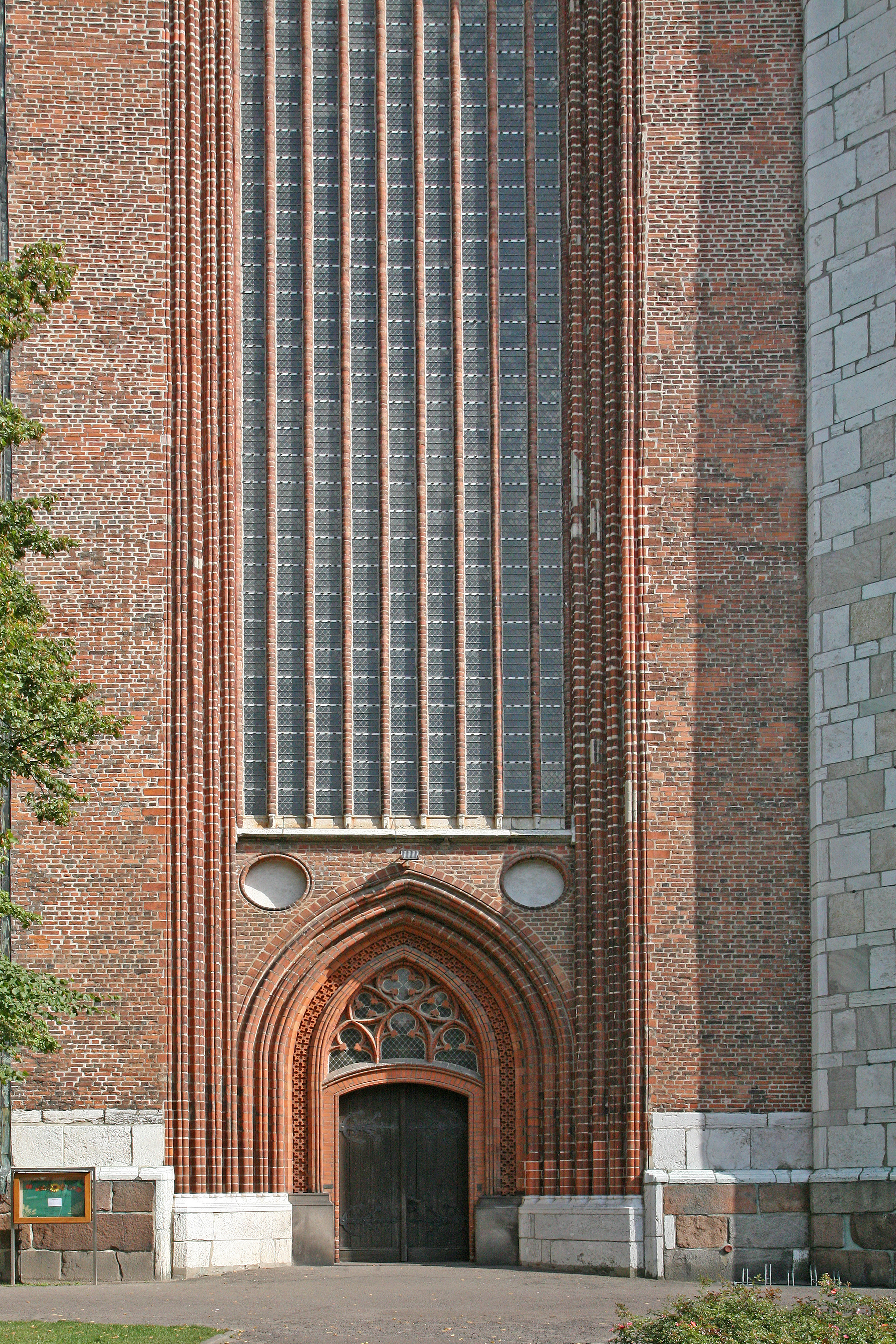
Portail sous la baie centrale.
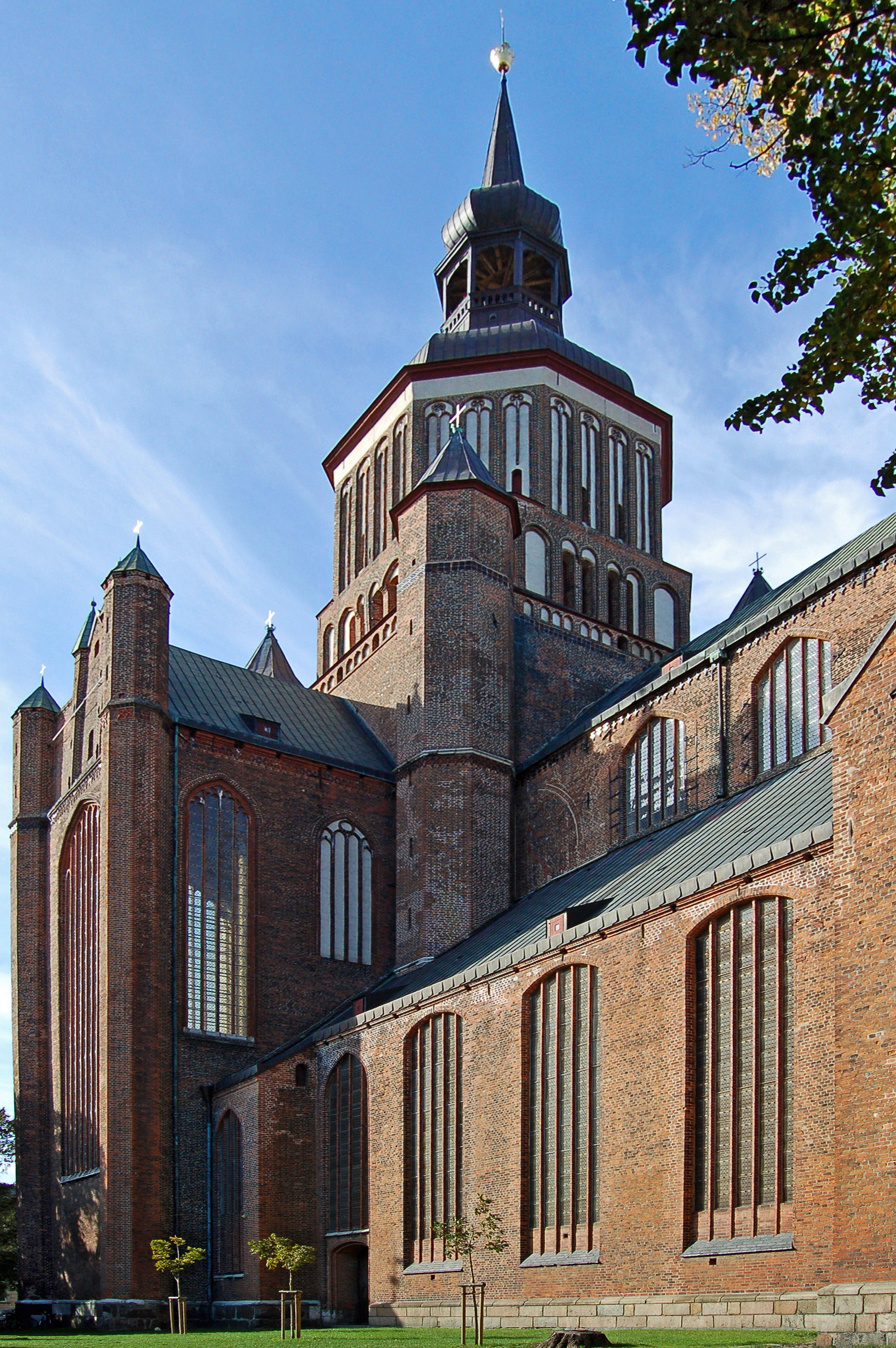
Croisée du massif occidentale et de la nef.
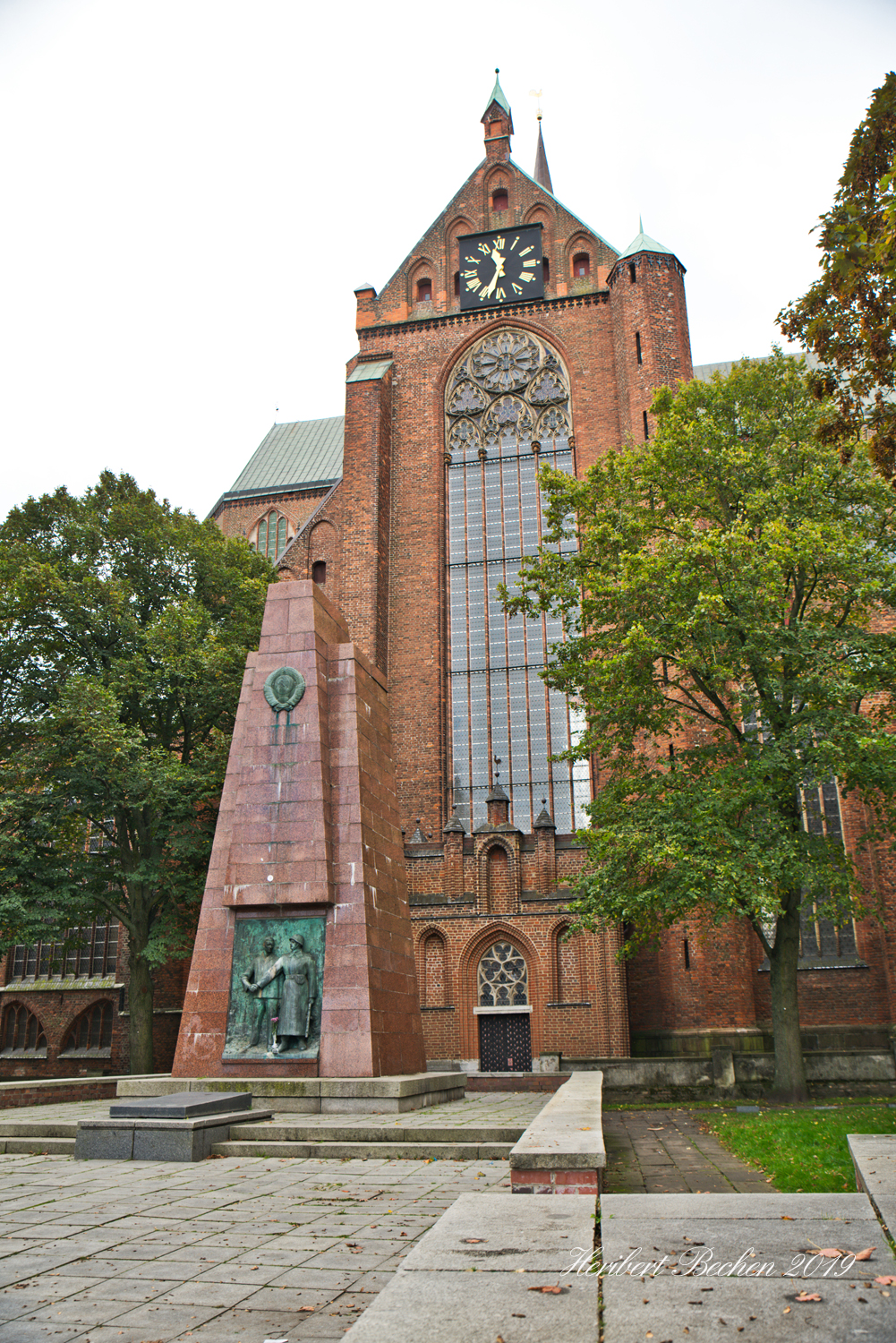
Façade nord du transept.
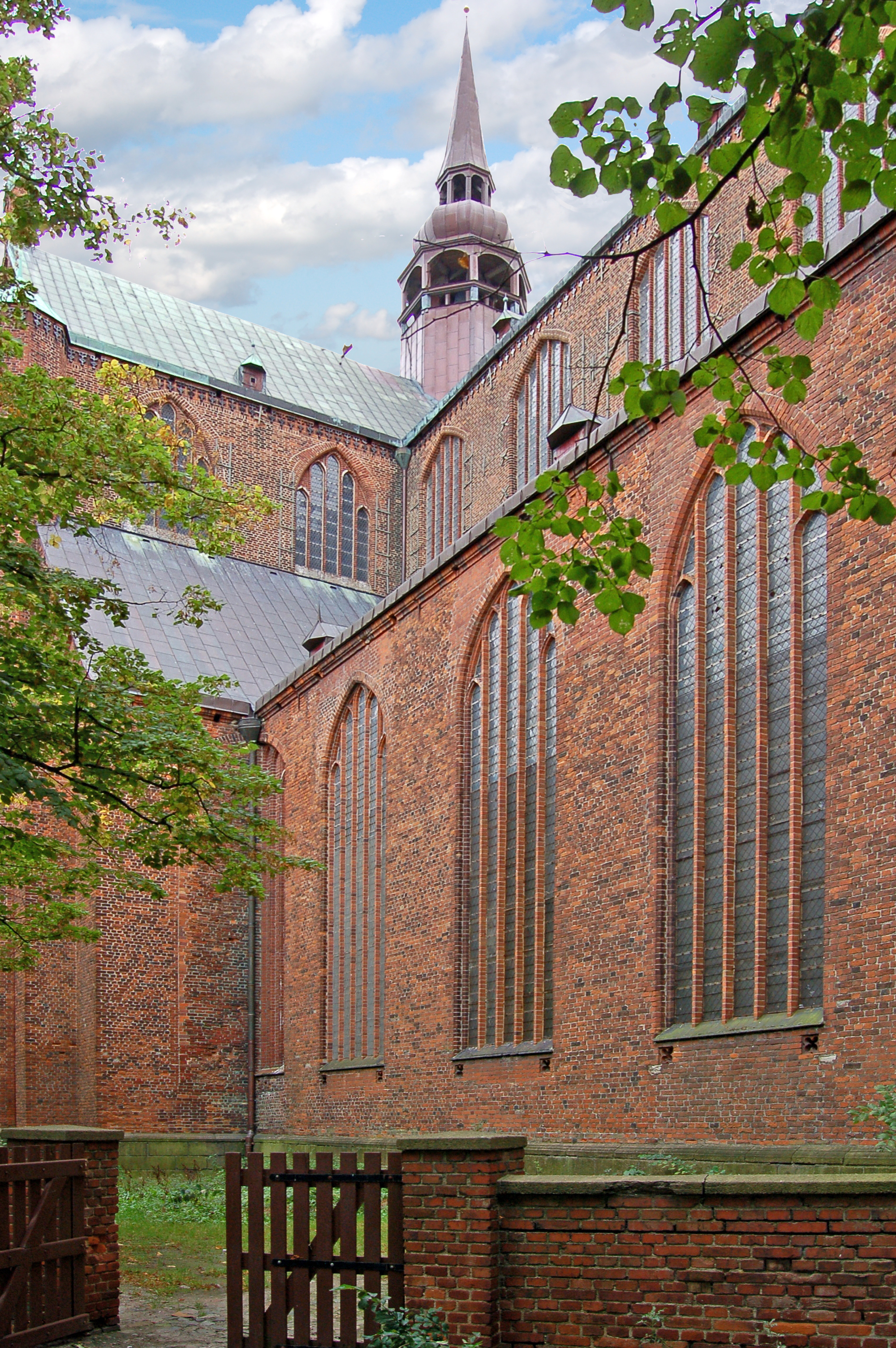
intersection nef-transept.

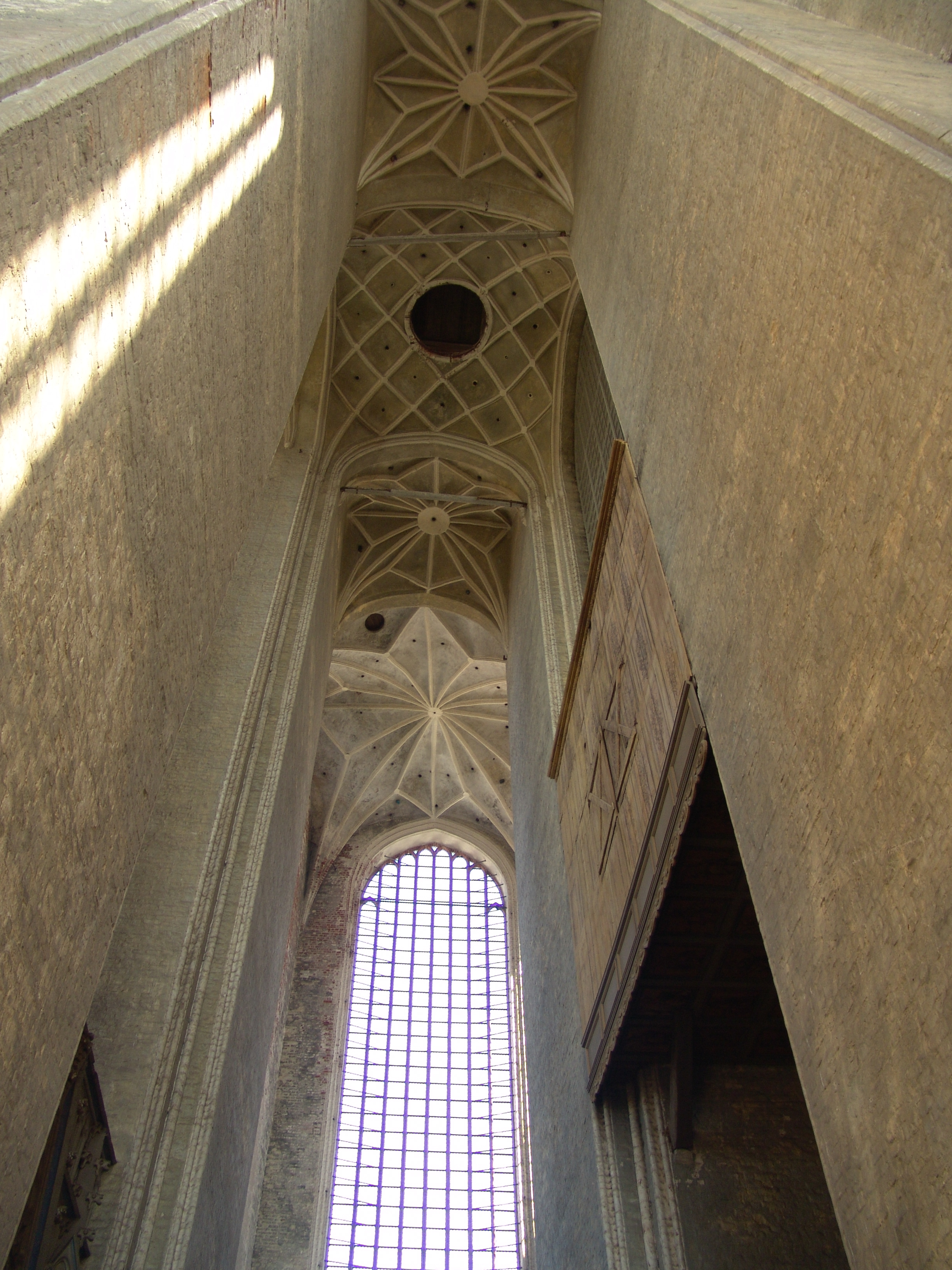
Voûtes du massif occidental.
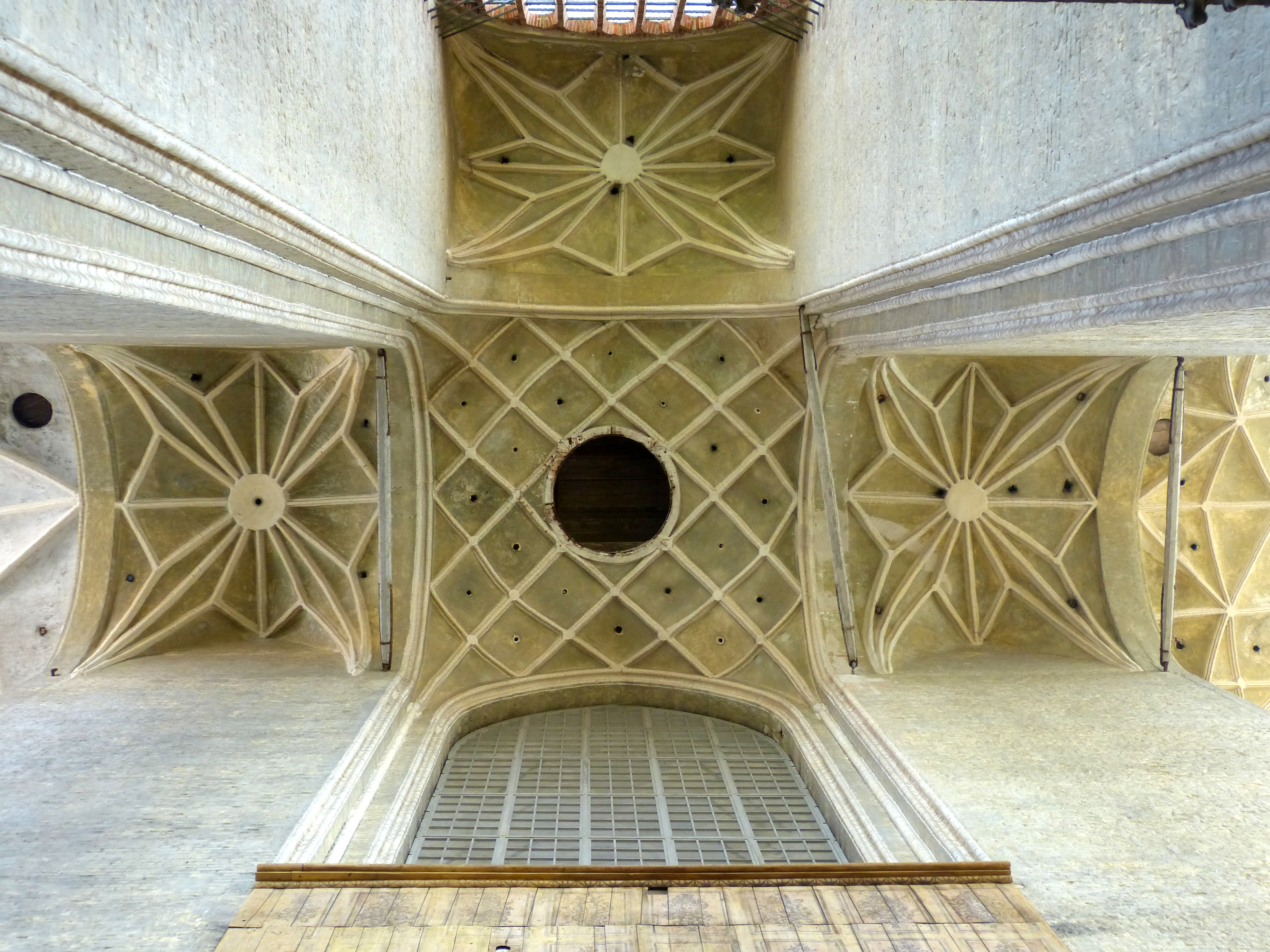
Voûtes du massif occidental.
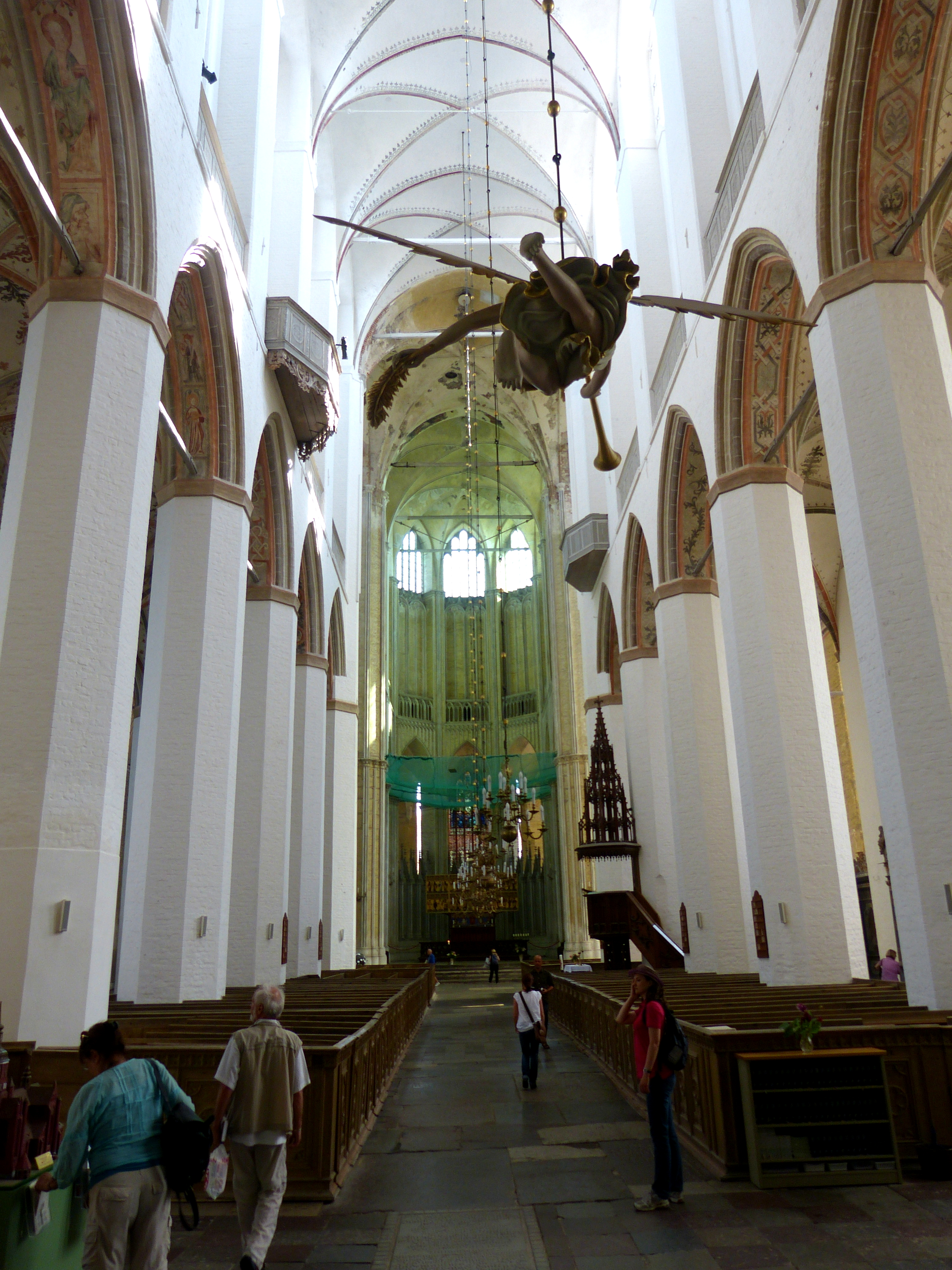
Intérieur de la nef.
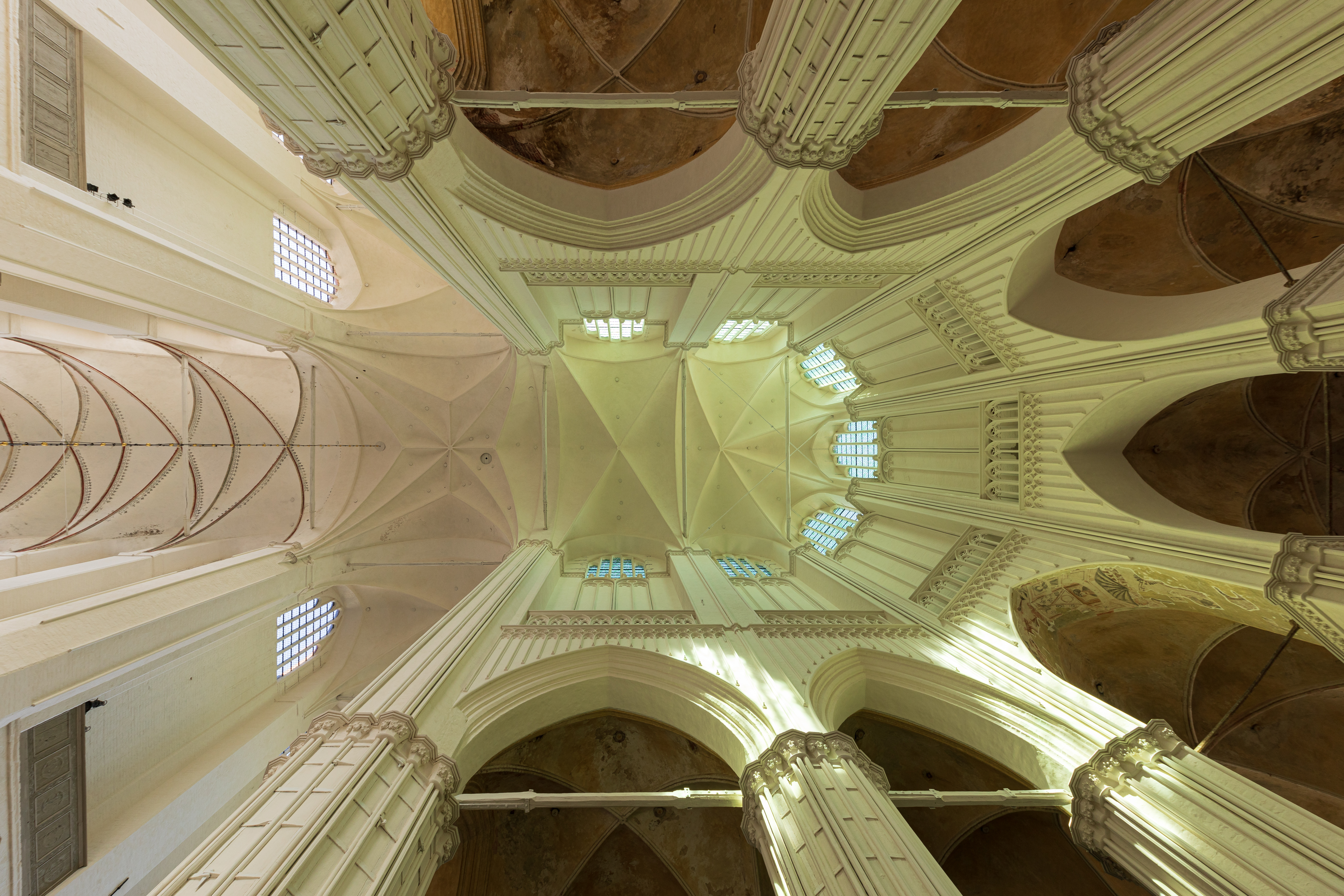
Voûte du chœur, restaurée.